# Zuo Fen
Pour les articles homonymes, voir Zuo.
Dans ce nom, le nom de famille, Zuo, précède le nom personnel.
Zuo Fen (chinois 左芬 ; pinyin : Zuǒ Fēn), née vers 252, morte en 300 est une poétesse chinoise. Elle a vécu sous la dynastie des Jin occidentaux. Elle est aussi connue sous le nom de Zuo Jiu Pin.

## Biographie
Zuo Fen est née vers 252 à Linzi (actuellement dans le Shandong).
Bien qu'issu d'une modeste famille de fonctionnaires, son père réussit une brillante carrière, jusqu'à la fonction de censeur impérial. Sa mère meurt quand elle est jeune, aussi est-elle élevée avec son frère Zuo Si (en). Elle acquiert ainsi des connaissances approfondies en histoire et en littérature. Elle devient concubine de l'empereur Wu des Jin occidentaux en 272. Elle est choisie semble-t-il non pas pour sa beauté, mais pour ses talents littéraires. Ayant de plus une santé fragile, elle vit dans des appartements séparés dans le palais impérial.

## Œuvre
Zuo Fen écrit des œuvres sur commande de la part de l'empereur, dans des genres variés : éloges funèbres (song), fu, élégie (lei), poèmes shi en quatre ou cinq syllabes. Elle écrit ainsi, peu de temps après avoir été séparée de sa famille et être arrivée au palais, un Fu sur la séparation (Li si fu). Elle est aussi l'auteur d'élégies écrites à la mort de l'impératrice Yang (en) (237-274) et de l'une des princesses, Wannian, exprimant non ses sentiments personnels, mais ceux de l'empereur.
Bien que la plupart de ses compositions soient des œuvres de commande, son Fu sur la séparation a un ton plus personnel. Elle y exprime notamment sa tristesse due au fait qu'elle ne puisse plus voir son frère, Zuo Si. Celui-ci a d’ailleurs écrit deux poèmes pour exprimer des sentiments similaires, Zuo Fen écrivant en retour deux autres poèmes, En réponse aux poèmes sur la séparation de mon frère (Da xiong gan li shi). Son Ode à la tulipe (Yujin song) fait allusion aux beautés du palais qui fleurissent solitaires. Son Poème sur le pic-vert est l'expression métaphorique de la vie retirée que choisissent certains lettrés, dans cette époque de troubles.
L'œuvre de Zuo Fen appartient au style poétique appelé « style du palais » (gongti), aux thèmes inspirés de la vie du palais impérial. Les sentiments personnels qu'elle y exprime élèvent cependant son œuvre bien au-dessus des conventions habituelles à ce style.

## Traduction
- (en) Kang-i Sun Chang (dir.) et Haun Saussy (dir.), Women Writers of Traditional China : An Anthology of Poetry and Criticism, Stanford University Press, 1999  — Zuo Fen, p. 30-35